# Richard Ernst Wagner
Richard Ernst Wagner (ur. 5 marca 1883 w Skoczowie, zm. 3 sierpnia 1945 w Obozie Zgoda w Świętochłowicach) – śląski pastor luterański narodowości niemieckiej.

## Życiorys
Studiował w Wiedniu, Berlinie i Strasburgu, wikariat odbył w Baden koło Wiednia i w Białej. Pracował 31 lat jako proboszcz w parafii w Bielsku do której przybył w 1914 na miejsce zmarłego pastora Martina Modla. Należał do najważniejszych historyków regionalnych ziemi bielskiej. Dla dziejów miasta wielkie znaczenie miała jego działalność publicystyczna i historyczna. W miejsce ogólnoaustriackiej Evangelische Kirchenzeitung wydawał on w latach 1926–1940 adresowaną do miejscowych zborowników Neue evangelische Kirchenzeitung z dodatkiem historycznym Unsere Heimat. Ukoronowaniem jego prac było wydanie w 1938 zbioru źródeł historycznych Das Buch der Bielitz-Bialaer Chronika (Księga kroniki bielsko-bialskiej). Z inicjatywy ks. Wagnera w 1934 przed kościołem umieszczono kamienną studnię pastorów, na której dwa lata później wykuto nazwiska czterech zasłużonych duszpasterzy bielskiego zboru, księży: Jerzego Trzanowskiego, Lukasa Wenzeliusa, Johanna Georga Schmitza i Karla Samuela Schneidera.
Był jedną z ofiar śmiertelnych obozu pracy „Zgoda” w Świętochłowicach.
Na wieży kościoła Zbawiciela w Bielsku-Białej odnaleziono w 2017 emblemat ks. dr. R.E. Wagnera, wykonany w drewnie polichromowanym w okresie międzywojennym. Używał on tego znaku w większości swoich publikacji i druków o charakterze bibliofilskim jako znak wydawniczy. Znak łączy w sobie kilka symboli: luterańską różę, biały pentagram (dobry – w chrześcijaństwie odzwierciedlenie sacrum, symbol pięciu ran Chrystusa, a w judaizmie symbol prawdy i pięciu świętych ksiąg), węża pożerającego własny ogon – uroborosa (symbol nieskończoności),  pięć chabrów (symbol Chrystusa i raju), sowę siedzącą na księdze (symbol wiedzy, mądrości, przenikliwości i erudycji) oraz sentencję będącą fragmentem wiersza Wagnera na swój herb: Erweise dich! Harr aus! Beeil dich! Sei ein Mann!, którą należy tłumaczyć: Wykaż się! Wytrwaj! Pospiesz się! Bądź mężczyzną!.
Richard Ernst Wagner został upamiętniony dwoma tablicami:  w kościele Zbawiciela w Bielsku-Białej w 2005 i na cmentarzu ewangelickim w Świętochłowicach w 2012.

## Publikacje

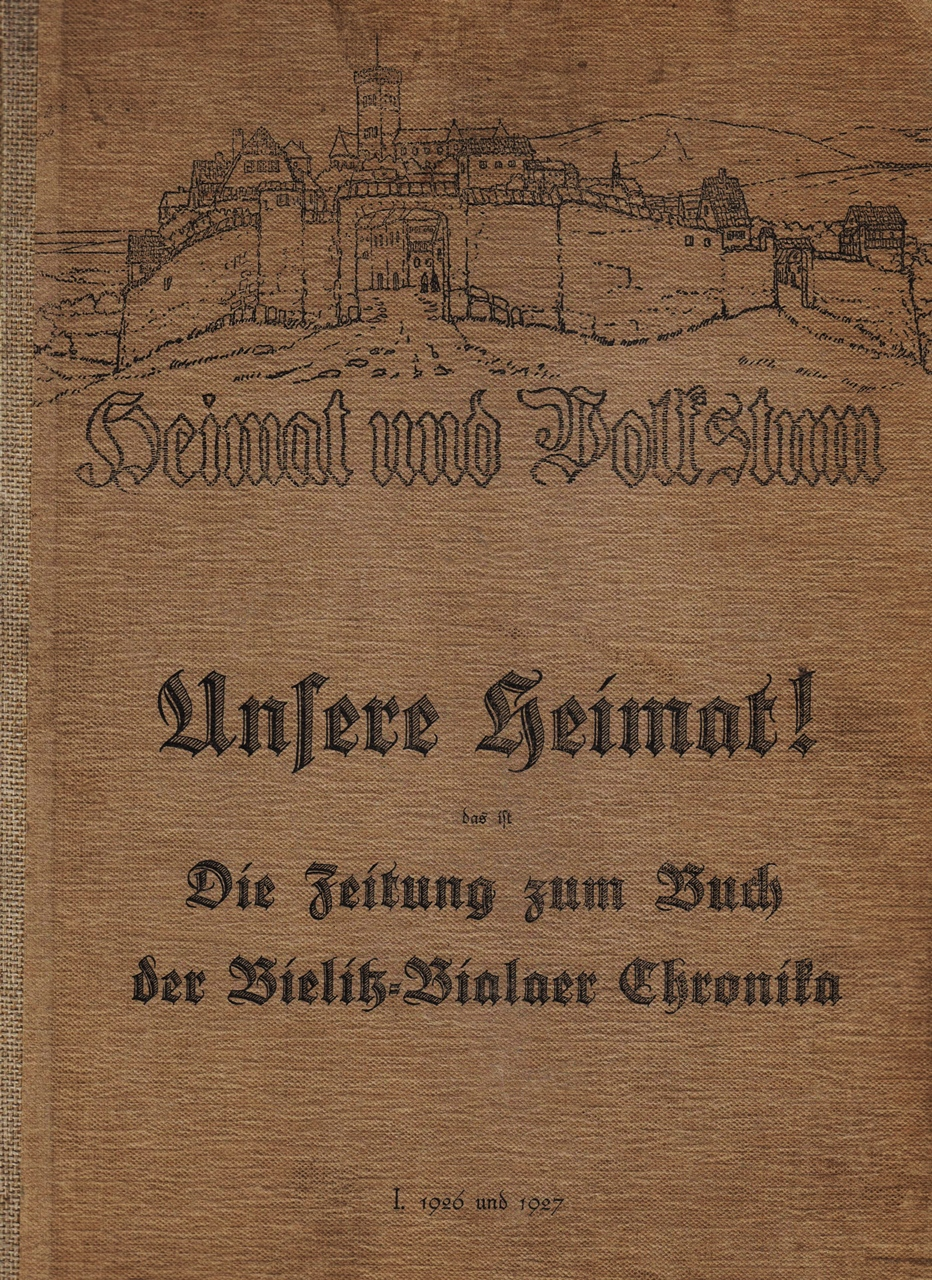
Heimat und Volkstum 1925–1926

- Die Feier des dritten Jubelfestes der Reformation in Bielitz und Biala im Jahre 1817 (Święto trzechsetlecia Reformacji w Bielsku i Białej w roku 1817), R. Schmeer & Co. (G. Jenkner), Bielitz [1917]
- Die Feier des vierten Jubelfestes der Reformation in Bielitz im Jahre 1917 (Święto czterechsetlecia Reformacji w Bielsku w roku 1917), R. Schmeer & Co. (G. Jenkner), Bielitz [1917]
- Der Bielitzer Zion Bielitz 1921
- Der Bielitzer Zion in den Predigten seiner Pastoren 1782–1921 (Bielski Syjon w kazaniach jego pastorów 1782–1921), W. Fröhlich (A. Hohn), Bielitz 1921
- Heimat und Volkstum. Unsere Heimat! das ist Die Zeitung zum Buch der Bielitz-Bialaer Chronika (Ojczyzna i Naród. Nasza ojczyzna! Gazeta do księgi kroniki bielsko-bialskiej) – poszyt zawierający:  Neue Evangelische Kirchen-Zeitung Bielitz 1925–1926;   Bilder-Bote für das evangelische Haus, Berlin 1926;  Unsere Heimat! das ist Die Zeitung zum Buch der Bielitz-Bialaer Chronika Band I. 1920 [1926] und 1927, Band II. 1934 bis 1938
- Das Buch der Bielitz-Bialaer Chronika. Festschrift 1932 „Materialien” 1782–1932 (Księga kroniki bielsko-bialskiej. Księga pamiątkowa 1832 Materiały 1782–1932), Brüder Hohn (W. Frölich), Bielsko 1932
- Der Beeler Psalter (Bielski psałterz), Katowice 1935 (zawiera słownik gwary j. niemieckiego z okolic Bielska).
- Das Buch der Bielitz-Bialaer Chronika (Księga kroniki bielsko-bialskiej), Poznań 1938
- Unsere Heimat! Das ist Die Zeitung zum „Buch der Bielitz-Bialaer Chronika” […...] (Nasza ojczyzna! Czyli gazeta do księgi kroniki bielskobialskiej), Bd. I. 1920 [1926]–1927, Bielitz O.S. 1940